# Liste der Naturdenkmäler in Kirchlengern
Die Liste der Naturdenkmäler in Kirchlengern führt die Naturdenkmäler der Gemeinde Kirchlengern auf.

## Außenbereich
| Nr.    | Bezeichnung                                                                          | Lage                                           | Bemerkungen | Bild |
| ------ | ------------------------------------------------------------------------------------ | ---------------------------------------------- | ----------- | ---- |
| 3.1.2  | 1 Eiche vor Scheunenwestgiebel des Gehöftes Heenfeld Nr. 40                          | Klosterbauerschaft 52° 14′ 32″ N, 8° 35′ 46″ O |             |      |
| 3.1.3  | 1 Eiche vor dem Haus Gestringsort 11                                                 | Klosterbauerschaft 52° 14′ 46″ N, 8° 36′ 40″ O |             |      |
| 3.1.4  | 1 Linde an der Straße Kämpersiek Nr. 43                                              | Klosterbauerschaft 52° 14′ 30″ N, 8° 37′ 0″ O  |             |      |
| 3.1.6  | 2 Eichen an der Kreuzung Hagedorner Straße/Bultweg                                   | Hagedorn 52° 13′ 40″ N, 8° 39′ 16″ O           |             |      |
| 3.1.8  | Allee aus Linden, Ulmen und Kastanien an der Zufahrt von der B 239 zum Gut Steinlake | Südlengern 52° 11′ 20″ N, 8° 39′ 7″ O          |             |      |
| 3.1.9  | 1 Kastanie im Garten des Hauses Brandhorststraße                                     | Südlengern 52° 11′ 6″ N, 8° 37′ 47″ O          |             |      |
| 3.1.10 | 1 Linde an einem Haus am Oberbehmer Weg                                              | Oberbehme 52° 10′ 48″ N, 8° 39′ 37″ O          |             |      |
| 3.1.11 | 1 Eiche im Garten südlich Gut Oberbehme                                              | Oberbehme 52° 10′ 33″ N, 8° 39′ 19″ O          |             |      |

## Innenbereich
| Nr.  | Bezeichnung                       | Lage                                                          | Bemerkungen       | Bild |
| ---- | --------------------------------- | ------------------------------------------------------------- | ----------------- | ---- |
| KI 1 | Stieleiche (Quercus robur)        | Ostermeiers Hof 52° 11′ 53″ N, 8° 38′ 37″ O                   |                   |      |
| KI 2 | Stieleiche (Quercus robur)        | Alte Quernheimer Straße/Dorfstraße 52° 14′ 8″ N, 8° 38′ 24″ O |                   |      |
| KI 3 | Blutbuche (Fagus sylv 'Purpurea') | Stiftstraße/Friedhofsweg 52° 14′ 31″ N, 8° 37′ 46″ O          |                   |      |
| KI 6 | Linde (Tilia spec)                | Stiftskirche 52° 14′ 26″ N, 8° 37′ 44″ O                      |                   |      |
| KI 7 | Linde (Tilia spec)                | Stiftskirche 52° 14′ 25″ N, 8° 37′ 44″ O                      |                   |      |
| KI 9 | Hängebuche (Fagus sylv 'Pendula') | Auf der Wehme, am Friedhof 52° 11′ 59″ N, 8° 38′ 25″ O        | ca. 120 Jahre alt |      |